# Stal Gorzów Wielkopolski (żużel) w sezonie 2008
Sezon 2008 był 42. Stali Gorzów Wielkopolski w Ekstralidze i 61. w historii klubu.

## Rozgrywki

### Statystyki
Zasady klasyfikacji: minimum 1 start w rozgrywkach ekstraligi w sezonie 2008.
| Msc. | Żużlowiec             | Wiek | M. | B. | Pkt. | Bon. | Razem | Śr. bieg. | KSM  |
| ---- | --------------------- | ---- | -- | -- | ---- | ---- | ----- | --------- | ---- |
| 4    | Tomasz Gollob         | 37   | 16 | 82 | 191  | 11   | 202   | 2,390     | 9,56 |
| 15   | Rune Holta            | 35   | 15 | 82 | 157  | 7    | 164   | 1,939     | 7,76 |
| 23   | Peter Karlsson        | 39   | 16 | 75 | 123  | 13   | 136   | 1,813     | 7,25 |
| 38   | Jesper Bruun Monberg  | 31   | 12 | 45 | 44   | 13   | 57    | 1,267     | 5,07 |
| 43   | Matej Ferjan          | 31   | 13 | 62 | 67   | 7    | 74    | 1,194     | 4,77 |
| 45   | Tomas Henaes Jonasson | 20   | 13 | 62 | 65   | 5    | 70    | 1,129     | 4,52 |
| 50   | Adrian Szewczykowski  | 19   | 15 | 34 | 22   | 2    | 24    | 0,706     | 2,82 |
| nsk  | Paweł Hlib            | 22   | 7  | 30 | 20   | 3    | 23    | 0,767     | 3,07 |
| nsk  | Kenneth Hansen        | 21   | 2  | 5  | 1    | 0    | 1     | 0,200     | 0,80 |
| nsk  | Łukasz Cyran          | 16   | 1  | 1  | 0    | 0    | 0     | 0,000     | 0,00 |
| nsk  | Paweł Zmarzlik        | 18   | 1  | 1  | 0    | 0    | 0     | 0,000     | 0,00 |

Wiek według roku urodzenia. Żużlowcy do 21 lat - młodzieżowcy (inaczej juniorzy),
M. - liczba meczów, B. - liczba biegów, Pkt. - liczba punktów, Bon. - liczba bonusów,
Razem - suma Pkt. i Bon., Śr. bieg. - iloraz Razem przez B., KSM - iloczyn Śr. bieg. bez Bon. razy 4,
Msc. - miejsce na liście klasyfikacyjnej, nsk - żużlowiec niesklasyfikowany

### CenterNet Mobile Speedway Ekstraliga
| 1 runda 12 kwietnia 2008 | Caelum Stal Gorzów Wielkopolski | 53:40 | Atlas Wrocław | Stadion im. Edwarda Jancarza Sędzia: Jerzy Najwer |
| 1 runda 12 kwietnia 2008 | 9. T. Gollob 10 (2,1,2,3,2) 10. Monberg 8 (3,2,1,2,0) 11. P. Karlsson 12 (3,3,2,3,1) 12. Ferjan 3 (0,1,1,1) 13. Holta 12 (1,3,3,3,2) 14. Szewczykowski 0 (0) 15. Jonasson 8 (2,2,1,2,1) | 53:40 | 1. Max 5 (d,0,–,2,3) 2. Jeleniewski 4 (1,2,0,0,1) 3. Jędrzejak 5 (1,2,1,–,1,d) 4. Schlein 2 (2,0,0,0) 5. Crump 20 (3,3,6!,3,2,3) 6. Janowski 1 (1) 7. Šitera 3 (3,0,0,0,0) | Stadion im. Edwarda Jancarza Sędzia: Jerzy Najwer |

| 2 runda 13 kwietnia 2008 | ZKŻ Kronopol Zielona Góra | 53:39 | Caelum Stal Gorzów Wielkopolski | Stadion żużlowy w Zielonej Górze Sędzia: Marek Wojaczek |
| 2 runda 13 kwietnia 2008 | 9. Walasek 10 (2,2,3,3,0) 10. Iversen 5 (3,1,0,1) 11. Protasiewicz 12 (3,2,2,3,2) 12. Lindgren 6 (0,1,3,1,1) 13. Dobrucki 11 (2,1,3,3,2) 14. Zengota 7 (3,1,2,0,1) 15. Kling 2 (2) | 53:39 | 1. T. Gollob 14 (1,3,1,4!,2,3) 2. Monberg 0 (0,0) 3. P. Karlsson 8 (1,3,1,0,3) 4. Ferjan 6 (2,0,2,2,0) 5. Holta 10 (3,3,2,1,0,1) 6. Jonasson 0 (w,0,0,0,0) 7. Szewczykowski 1 (1) | Stadion żużlowy w Zielonej Górze Sędzia: Marek Wojaczek |

| 3 runda 20 kwietnia 2008 | Caelum Stal Gorzów Wielkopolski | 40:50 | Złomrex-Włókniarz Częstochowa | Stadion im. Edwarda Jancarza Sędzia: Maciej Spychała |
| 3 runda 20 kwietnia 2008 | 9. P. Karlsson 6 (1,2,2,1) 10. Monberg 7 (3,1,0,2,1) 11. T. Gollob 10 (2,2,1,3,2,0) 12. Ferjan 1 (1,0,–,0) 13. Holta 13 (3,2,2,2,3,1) 14. Jonasson 3 (2,0,0,u,1) 15. Szewczykowski 0 (0) | 40:50 | 1. Hancock 12 (2,3,3,2,2) 2. Mi. Szczepaniak 2 (0,1,1,0) 3. Ułamek 8 (3,1,3,1,0) 4. Gapiński 9 (0,3,1,2,3) 5. N. Pedersen 13 (1,3,3,3,3) 6. Mat. Szczepaniak 5 (3,2,0,0,0) 7. Woffinden 1 (1) | Stadion im. Edwarda Jancarza Sędzia: Maciej Spychała |

| 4 runda 1 maja 2008 | Unia Tarnów | 46:47 | Caelum Stal Gorzów Wielkopolski | Stadion Miejski w Tarnowie Sędzia: Artur Kuśmierz |
| 4 runda 1 maja 2008 | 9. Drabik 2 (2,0,d,0) 10. A. Dryml 4 (0,–,–,2,2) 11. J. Rempała 12 (3,2,2,3,2,0) 12. M. Rempała 6 (d,0,1,2,3) 13. Kołodziej 19 (2,3,2,6!,3,3) 14. K. Zieliński 1 (1,–,–,0) 15. Busch 2 (2,0,0,0) | 46:47 | 1. T. Gollob 11 (3,3,1,3,1) 2. Hlib 7 (1,1,3,1,1) 3. P. Karlsson 6 (2,2,2,0) 4. Monberg 4 (1,1,1,1,0) 5. Holta 13 (3,3,2,3,2) 6. Jonasson 6 (3,1,1,1,0) 7. P. Zmarzlik 0 (0) | Stadion Miejski w Tarnowie Sędzia: Artur Kuśmierz |

| 5 runda 4 maja 2008 | Caelum Stal Gorzów Wielkopolski | 48:42 | Unia Leszno | Stadion im. Edwarda Jancarza Sędzia: Leszek Demski |
| 5 runda 4 maja 2008 | 9. T. Gollob 15 (3,3,3,3,3) 10. Hlib 4 (w,1,1,2,0) 11. P. Karlsson 11 (3,2,3,1,2) 12. Monberg 2 (1,1,0,0) 13. Holta 12 (1,3,3,3,2) 14. Jonasson 4 (1,3,0,0,0) 15. Szewczykowski 0 (0) | 48:42 | 1. Adams 10 (2,3,2,3,0) 2. Shields 2 (1,0,1,–) 3. K. Kasprzak 3 (w,1,2,0) 4. Baliński 6 (2,2,0,1,1) 5. Hampel 9 (2,2,2,2,1) 6. R. Kasprzak 2 (2,–,0) 7. Pavlic 10 (3,0,1,1,2,3) | Stadion im. Edwarda Jancarza Sędzia: Leszek Demski |

| 6 runda 11 maja 2008 | Caelum Stal Gorzów Wielkopolski | 51:41 | Marma Polskie Folie Rzeszów | Stadion im. Edwarda Jancarza Sędzia: Andrzej Terlecki |
| 6 runda 11 maja 2008 | 9. T. Gollob 12 (2,2,3,3,2) 10. Hlib 3 (0,3,0,0) 11. P. Karlsson 12 (3,3,3,3,0) 12. Ferjan 5 (0,0,2,0,3) 13. Holta 13 (3,3,2,3,2) 14. Szewczykowski 4 (3,1,–,0,1) 15. K. Hansen 1 (1,0) | 51:41 | 1. Žagar 16 (3,1,3,2,4!,3) 2. Poważny 5 (1,2,1,1,0) 3. Nicholls 6 (1,1,1,2,1) 4. K. Bjerre 8 (2,2,2,1,1) 5. Watt 4 (2,1,1) 6. D. Lampart 0 (0,–,–,–,0) 7. Vaculík 2 (2,d,0,0) | Stadion im. Edwarda Jancarza Sędzia: Andrzej Terlecki |

| 7 runda 1 czerwca 2008 | Unibax Toruń | 61:30 | Caelum Stal Gorzów Wielkopolski | Stadion KS Apator im. Mariana Rosego Sędzia: Marek Wojaczek |
| 7 runda 1 czerwca 2008 | 9. Jaguś 9 (1,2,2,3,1) 10. Miedziński 12 (2,1,3,3,3) 11. Andersen 4 (2,0,t,2) 12. Sullivan 13 (3,3,3,2,2) 13. Kościecha 11 (2,3,3,2,1) 14. Lampkowski 2 (2,–,–,–,t) 15. Ch. Holder 10 (1,3,2,2,2) | 61:30 | 1. T. Gollob 11 (3,2,0,3,3) 2. Monberg 5 (0,1,–,1,1,2) 3. P. Karlsson 0 (0,–,0,0) 4. Ferjan 2 (1,1,0,d,0) 5. Holta 7 (1,3,2!,w,1,0) 6. Jonasson 4 (3,0,0,1) 7. Szewczykowski 1 (0,1) | Stadion KS Apator im. Mariana Rosego Sędzia: Marek Wojaczek |

| 8 runda 8 czerwca 2008 | Caelum Stal Gorzów Wielkopolski | 43:47 | Unibax Toruń | Stadion im. Edwarda Jancarza Sędzia: Artur Kuśmierz |
| 8 runda 8 czerwca 2008 | 9. T. Gollob 16 (1,3,3,3,3,3) 10. Hlib 0 (0,0,0,0) 11. P. Karlsson 6 (3,2,d,–,1) 12. Monberg 3 (2,0,1,-,0) 13. Holta 10 (3,w,3,1,2,1) 14. Szewczykowski 1 (1) 15. Jonasson 7 (3,2,2,0,0) | 43:47 | 1. Jaguś 8 (3,3,1,1,0) 2. Miedziński 9 (2,1,2,2,2) 3. Andersen 11 (1,3,2,3,2) 4. Sullivan 6 (0,1,1,1,3) 5. Kościecha 4 (0,1,2,0) 6. Lampkowski 0 (0) 7. Ch. Holder 10 (2,1,2,3,2) | Stadion im. Edwarda Jancarza Sędzia: Artur Kuśmierz |

| 9 runda 20 czerwca 2008 | Marma Polskie Folie Rzeszów | 44:48 | Caelum Stal Gorzów Wielkopolski | Stadion Miejski „Stal” w Rzeszowie Sędzia: Jerzy Najwer |
| 9 runda 20 czerwca 2008 | 9. Žagar 9 (3,3,1,1,1) 10. Watt 6 (1,2,3,0,0) 11. K. Bjerre 11 (2,2,3,1,3) 12. Stachyra 2 (0,1,1) 13. Nicholls 10 (3,3,3,1,0) 14. D. Lampart 6 (3,1,–,0,2) 15. Vaculík 0 (w,0,0) | 44:48 | 1. T. Gollob 13 (0,3,1,4!,3,2) 2. Monberg 4 (2,0,2) 3. P. Karlsson 11 (3,2,2,3,1) 4. Ferjan 8 (1,1,0,3,3) 5. Holta 9 (2,1,2,2,2) 6. Szewczykowski 2 (2,–,0) 7. Jonasson 1 (1,0,0,0) | Stadion Miejski „Stal” w Rzeszowie Sędzia: Jerzy Najwer |

| 10 runda 6 lipca 2008 | Unia Leszno | 45:45 | Caelum Stal Gorzów Wielkopolski | Stadion im. Alfreda Smoczyka Sędzia: Józef Piekarski |
| 10 runda 6 lipca 2008 | 9. Adams 13 (2,3,3,2,3) 10. Shields 5 (1,2,1,1) 11. K. Kasprzak 9 (2,1,2,1,3) 12. Baliński 5 (1,2,1,0,1) 13. Hampel 9 (3,2,3,0,1) 14. R. Kasprzak 2 (2,0) 15. Pavlic 2 (1,1,0,0) | 45:45 | 1. T. Gollob 16 (3,3,2,3,3,2) 2. Monberg 1 (0,0,1) 3. P. Karlsson 8 (3,3,0,2,0) 4. Ferjan 5 (d,0,2,3,0) 5. Holta 3 (1,1,0,1) 6. Szewczykowski 0 (0) 7. Jonasson 12 (3,2,d,3,2,2) | Stadion im. Alfreda Smoczyka Sędzia: Józef Piekarski |

| 11 runda 20 lipca 2008 | Caelum Stal Gorzów Wielkopolski | 60:32 | Unia Tarnów | Stadion im. Edwarda Jancarza Sędzia: Józef Piekarski |
| 11 runda 20 lipca 2008 | 9. Hlib 4 (1,1,2,w,0) 10. T. Gollob 9 (3,3,3) 11. Ferjan 12 (2,3,3,3,1) 12. P. Karlsson 10 (3,2,2,3) 13. Holta 11 (2,0,3,3,3) 14. Szewczykowski 5 (3,0,–,–,2) 15. Jonasson 9 (2,3,d,2,2) | 60:32 | 1. M. Rempała 6 (2,1,1,1,1) 2. Klecha 0 (0,0) 3. J. Rempała 5 (1,2,0,0,2) 4. Ljung 5 (0,1,1,1,2,0) 5. Kołodziej 13 (3,2,4!,w,1,3) 6. KIełbasa 0 (0,–,–,–,0) 7. Larsen 3 (1,1,0,1) | Stadion im. Edwarda Jancarza Sędzia: Józef Piekarski |

| 12 runda 27 lipca 2008 | Złomrex-Włókniarz Częstochowa | 55:38 | Caelum Stal Gorzów Wielkopolski | Arena Częstochowa Sędzia: Maciej Spychała |
| 12 runda 27 lipca 2008 | 9. Ułamek 12 (1,3,3,3,2) 10. Richardson 9 (3,1,2,3,d) 11. N. Pedersen 13 (3,3,3,3,1) 12. Mi. Szczepaniak 4 (0,1,1,2) 13. Hancock 10 (3,3,2,2,0) 14. Mat. Szczepaniak 4 (2,1,0,–,1) 15. Miturski 3 (3,0) | 55:38 | 1. T. Gollob 9 (2,2,1,2,2) 2. Hlib 0 (0,0,–,0) 3. P. Karlsson 5 (1,1,1,1,1) 4. Ferjan 8 (2,2,w,1,3) 5. Holta 15 (2,2,6!,2,0,3) 6. Szewczykowski 1 (1,0,0,0,0) | Arena Częstochowa Sędzia: Maciej Spychała |

| 13 runda 3 sierpnia 2008 | Caelum Stal Gorzów Wielkopolski | 41:49 | ZKŻ Kronopol Zielona Góra | Stadion im. Edwarda Jancarza Sędzia: Andrzej Terlecki |
| 13 runda 3 sierpnia 2008 | 9. T. Gollob 16 (2,2,3,3,3,3) 10. Monberg 2 (1,1,t) 11. Ferjan 2 (0,0,–,2,0) 12. P. Karlsson 7 (2,3,0,1,-,1) 13. Holta 11 (2,3,2,3,1,0) 14. Szewczykowski 2 (2,0,–,–,u) 15. Jonasson 1 (d,1,0,0) | 41:49 | 1. Dobrucki 12 (3,1,3,3,2) 2. Iversen 3 (w,2,1,0) 3. Protasiewicz 5 (1,d,2,t,2) 4. Lindgren 9 (3,2,1,2,1) 5. Walasek 9 (1,3,2,0,3) 6. Zengota 8 (3,3,0,1,1) 7. Kling 3 (1,2) | Stadion im. Edwarda Jancarza Sędzia: Andrzej Terlecki |

| 14 runda 10 sierpnia 2008 | Atlas Wrocław | 53:39 | Caelum Stal Gorzów Wielkopolski | Stadion Olimpijski we Wrocławiu Sędzia: Wojciech Grodzki |
| 14 runda 10 sierpnia 2008 | 9. Jędrzejak 8 (3,2,0,2,1) 10. Słaboń 6 (0,3,1,2) 11. Jeleniewski 10 (2,1,3,3,1) 12. Węgrzyk 8 (3,2,2,1,w) 13. Crump 12 (3,3,3,1,2) 14. Janowski 5 (2,2,–,0,1) 15. Barker 4 (3,1) | 53:39 | 1. T. Gollob 14 (2,3,2,4!,3) 2. Monberg 8 (1,0,1,3,3) 3. P. Karlsson 7 (1,2,2,0,2) 4. Ferjan 6 (w,0,3,3,0) 5. Hlib 2 (1,1,w,d) 6. Szewczykowski 2 (1,0,–,1) 7. K. Hansen 0 (0,0,0) | Stadion Olimpijski we Wrocławiu Sędzia: Wojciech Grodzki |

| 15 runda 24 sierpnia 2008 | Caelum Stal Gorzów Wielkopolski | 43:47 | Unibax Toruń | Stadion im. Edwarda Jancarza Sędzia: Maciej Spychała |
| 15 runda 24 sierpnia 2008 | 9. T. Gollob 11 (3,2,1,2,3) 10. Monberg 0 (0,–,–,–) 11. P. Karlsson 10 (d,1,3,2,1,3) 12. Ferjan 7 (2,3,1,1,0,0) 13. Holta 10 (2,2,1,2,3,0) 14. Szewczykowski 0 (d,0) 15. Jonasson 5 (1,0,2,2) | 43:47 | 1. Andersen 12 (2,2,3,3,2) 2. Kościecha 2 (1,0,0,0,1) 3. Sullivan 10 (3,1,3,1,2) 4. K. Pulczyński ns 5. Jaguś 10 (1,3,2,3,1) 6. Celmer 5 (2,3,0,0,0) 7. Ch. Holder 8 (3,1,3,0,1) | Stadion im. Edwarda Jancarza Sędzia: Maciej Spychała |

| 16 runda 31 sierpnia 2008 | Unibax Toruń | 66:25 | Caelum Stal Gorzów Wielkopolski | Stadion KS Apator im. Mariana Rosego Sędzia: Wojciech Grodzki |
| 16 runda 31 sierpnia 2008 | 9. Andersen 6 (2,1,1,2) 10. Kościecha 13 (3,3,3,2,2) 11. Sullivan 13 (3,3,1,3,3) 12. Miedziński 10 (2,1,2,3,2) 13. Jaguś 15 (3,3,3,3,3) 14. Celmer 0 (0) 15. Ch. Holder 9 (3,2,2,d,2) | 66:25 | 1. T. Gollob 4 (1,u,2,1) 2. Cyran 0 (–,–,–,–,0) 3. P. Karlsson 4 (1,1,2,0,0) 4. Ferjan 2 (0,0,d,1,1) 5. Holta 8 (0,2,3,2!,d,1) 6. Szewczykowski 3 (2,1,0,0) 7. Jonasson 4 (1,0,2,1,0) | Stadion KS Apator im. Mariana Rosego Sędzia: Wojciech Grodzki |

### Bilans meczów
| Runda    | 1 | 2 | 3 | 4 | 5 | 6 | 7 | 8 | 9 | 10 | 11 | 12 | 13 | 14 | 15 | 16 |
| Miejsce  | D | W | D | W | D | D | W | D | W | W  | D  | W  | D  | W  | D  | W  |
| Rezultat | Z | P | P | Z | Z | Z | P | P | Z | R  | Z  | P  | P  | P  | P  | P  |
| Pozycja  | 2 | 5 | 5 | 5 | 4 | 2 | 4 | 4 | 4 | 4  | 4  | 4  | 4  | 5  | 5  | 6  |

Legenda:       runda zasadnicza: kolejki 1–14;       play-off: kolejki 15–20;       1. miejsce;       2. miejsce;       3. miejsce;       baraż o prawo startu w ekstralidze w 2009 roku;       spadek
D – mecz rozgrywany u siebie; W – mecz rozgrywany na wyjeździe; Z – zwycięstwo; P – przegrana; R – remis